# Mannen på Trinisla
Mannen på Trinisla är en roman av Jerker Virdborg utgiven 2007. Handlingen utspelar sig under ett sommardygn på en ö i Bohuslän.

## Mottagande
Romanen fick ett positivt mottagande av flera kritiker. I Borås Tidning skrev Stefan Eklund: "Virdborg har, precis som med succén Svart krabba (2002), skapat en "pageturner" av rang - men utan den medelmåttiga underhållningsromanens iver att låsa läsarens perspektiv. Jag gissar att han är på god väg att bli en av våra verkligt stora författare." "Till slut är berättelsen nästan obehagligt nära utan att jag märkt hur det gått till, långsamt har den krupit sig in under kläderna, som den tropiskt fuktiga sommarluften." tyckte Therese Bohman i Aftonbladet."Virdborg iscensätter ett drama som med små medel håller läsaren i ett järngrepp. Stämningen är laddad som före ett åskväder, och förebådar mycket riktigt en kuslig upplösning. Med sitt korthuggna, sönderstyckade språk lyckas han skapa en närvarokänsla i varje scen, fylld av undertexter." ansåg Ulla Strängberg i Värmlands Folkblad.

## Källa
Mannen på Trinisla, Norstedts förlag